# Veerle Rots
Veerle Rots, née en 1974 à Louvain (Belgique), est une préhistorienne belge. Elle est professeur à l'université de Liège où elle dirige le centre de recherche TraceoLab, spécialisé en tracéologie préhistorique.

## Formation
Veerle Rots nait à Louvain en 1974.
Elle étudie l'archéologie préhistorique à l'université catholique de Louvain (ou KU Leuven, Brabant flamand) de 1992 à 1996. Elle obtient son doctorat en 2002 sous la direction de Pierre Vermeersch, avec une thèse sur l'emmanchement d'outils en pierre (par exemple pointes lithiques fixées sur une hampe, un manche ou une poignée, avec du brai de bouleau, de la colle de résine, des cordages en fibres de plante, des lanières de cuir, etc.). Lors de son doctorat elle développe une méthodologie d'identification de montages basée sur des traces microscopiques d'utilisation.

## Carrière
Lors de ses recherches postdoctorales (2002-2011), soutenues par le Fonds Spécial de Recherche et le fonds FWO (nl), elle applique la méthodologie développée. Cette méthode est ensuite adoptée dans le monde entier pour déterminer systématiquement si et comment un outil en pierre a été monté. De 2005 à 2011 elle est également conférencière invitée au département d'archéologie de la KU Leuven.
En 2011, Veerle Rots obtient un poste permanent à l'université de Liège. 
En 2025, elle est élue membre de la Koninklijke Vlaamse Academie van België voor Wetenschappen en Kunsten, à savoir l'Académie flamande de Belgique pour les sciences et les arts.

## Travaux
En 2012, Veerle Rots obtient une bourse du Conseil européen de la recherche (CER) avec laquelle elle fonde le centre de recherche TraceoLab. Ce laboratoire de tracéologie examine l'usure et les résidus et réalise de l'archéologie expérimentale, avec par exemple des expériences balistiques et autres,.
Veerle Rots a effectué des travaux de terrain en Belgique, en Égypte, au Soudan, en Éthiopie, en Turquie, en Pologne, en Afrique du Sud, en Zambie et au Maroc. Elle a examiné du matériel provenant de divers sites. En 2013, elle identifie des traces de techniques de montage vieilles d'environ 250 000 ans à Biache-Saint-Vaast (Pas-de-Calais, France), les plus anciennes jamais trouvées. En 2020, elle identifie un bâton de jet daté d'environ 300 000 ans à Schöningen (voir Lances de Schöningen (en)), une période dont presque aucune arme montée n'a été conservée. Grâce à ses recherches sur les matériaux, Veerle Rots espère mieux comprendre le mode de vie des hommes préhistoriques et leurs capacités cognitives.

## Prix et honneurs
En 2022, Veerle Rots remporte le prix Francqui,.

## Publications
- (en) Veerle Rots, Prehension and Hafting Traces on Flint Tools: A Methodology, 2010  (ISBN 9058678016)
- (en) Veerle Rots, Insights into early Middle Palaeolithic tool use and hafting in Western Europe: the functional analysis of level IIa of the early Middle Palaeolithic site of Biache-Saint-Vaast (France), Journal of Archaeological Science, vol.40, p.497-506, DOI 10.1016/j.jas.2012.06.042, 2013